# 瓦爾格蘭德山
46°13′34″N 8°08′20″E / 46.22611°N 8.13889°E
瓦爾格蘭德山（Punta Valgrande）是歐洲的山峰，位於瑞士和意大利接壤的邊境，由皮埃蒙特大區和瓦萊州負責管轄，屬於勒蓬廷阿爾卑斯山脈的一部分，海拔高度2,857米。

## 外部連結
- Punta Valgrande on Hikr （页面存档备份，存于）